# Bruços (natação)

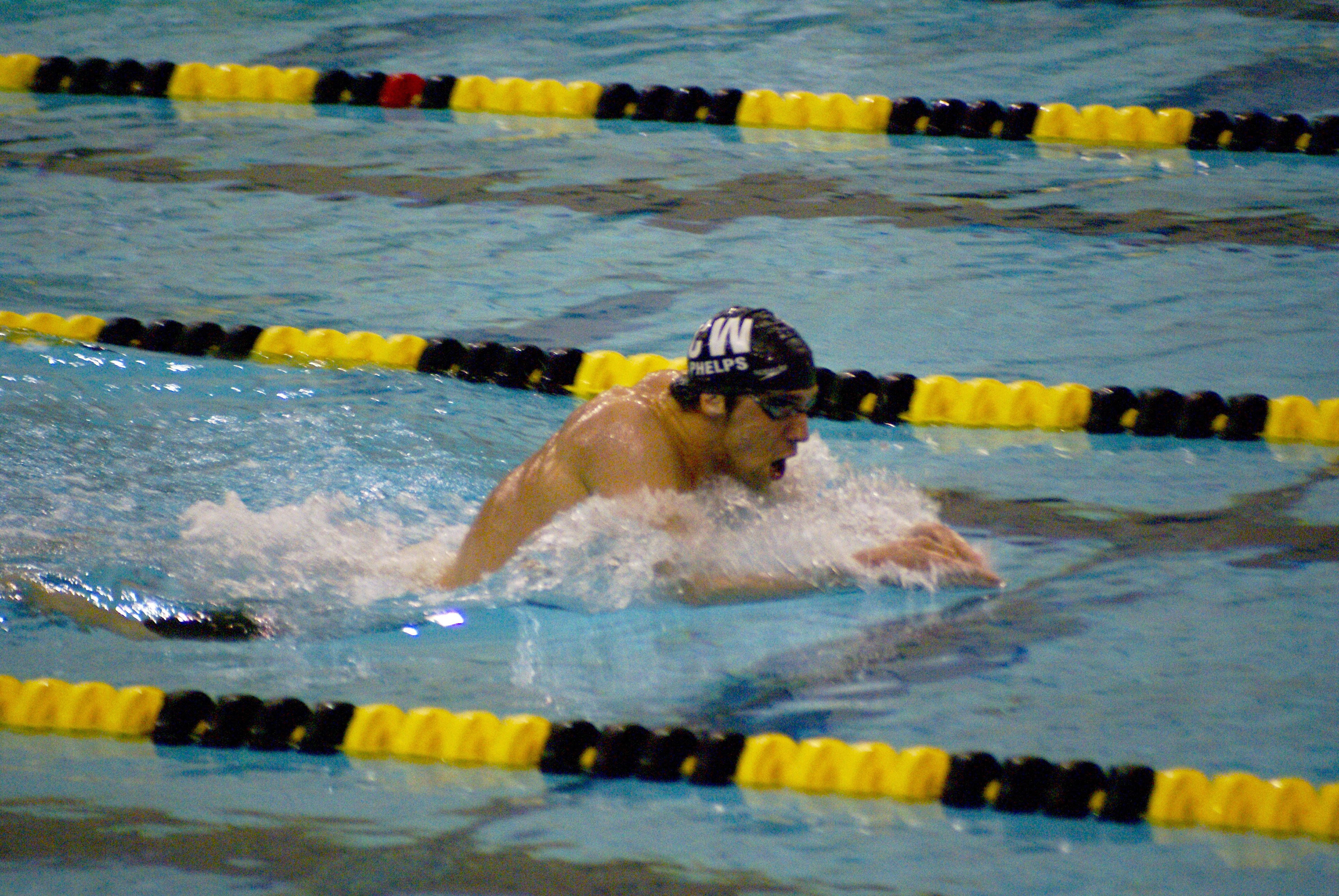
O nado bruços (peito).

Bruços ou de peito é o mais antigo dos estilos de natação. Nesse estilo, o nadador está em seu peito e o torso não gira. É o estilo de recreação mais popular devido à cabeça do nadador estar fora da água durante uma grande parte do tempo e que pode nadar confortavelmente em baixa velocidade. Na maioria das aulas de natação, os iniciantes aprendem primeiro o bruço ou o rastreamento da frente. No entanto, no nível competitivo, nadar nado peito em velocidade requer resistência e força comparáveis a outros estilos. Algumas pessoas referem-se ao peito como o "sapo", como os braços e as pernas se movem um pouco como um sapo nadando na água. O traço em si é o mais lento de todos os golpes competitivos e é considerado o mais antigo de todos os traços de natação.
Já no século XVI, havia uma maneira de nadar com os movimentos dos braços parecidos com o estilo atual. Naquele período, no entanto, os pés ainda eram batidos alternadamente (semelhante a um pontapé). Desse método é que originou o nado de peito. Em 1798, o nado de peito já era o estilo mais praticado em toda a Europa.

## A saída
A saída do nado de peito é feita do bloco de partida. Em comparação com os nados crawl e borboleta, o mergulho da saída do nado peito é um pouco mais profundo, para que o nadador aplique a braçada e a pernada ainda durante o mergulho, o que é chamado de filipina e garante melhor desenvoltura do nado. O nadador deve observar com atenção o posicionamento dos joelhos. Eles não podem estar muito a frente na preparação da pernada. Isso gera uma falha: o quadril sobe, o que produz atrito e enfraquece a potência da pernada.

## O estilo
Para os iniciantes, recomenda-se, em primeiro lugar, a aprendizagem correta da batida de pernas. Esse movimento é de grande importância para a sustentação, o equilíbrio e a impulsão do nadador. Inicialmente, as pernas devem ser estendidas fortemente para trás. No momento em que as pernas são esticadas, o corpo tende a ficar na horizontal. 

### Braçada
No início da primeira braçada após a saída e a cada volta, o nadador deve estar sobre o peito.  Ocasionalmente, o nadador pode ter um braço ligeiramente mais alto que o outro, mas se os movimentos dos braços são simultâneos e no mesmo plano horizontal, o estilo está correto.

### Pernada
Todos os movimentos das pernas devem ser simultâneos e no mesmo plano horizontal, sem movimentos alternados. Os pés devem estar virados para fora durante a parte propulsiva da pernada.

## A virada
Para virar, o nadador precisa tocar a borda com as duas mãos, ao mesmo tempo e na mesma altura.

## A respiração
No momento em que o nadador estende as pernas, o corpo sobe, o que possibilita a elevação dos quadris.